# Dirphya tibialis
Dirphya tibialis là một loài bọ cánh cứng trong họ Cerambycidae.